# Cezais
Cezais est une ancienne commune française située dans le département de la Vendée, en région Pays de la Loire. Le 1er janvier 2024, la commune fusionne avec Saint-Sulpice-en-Pareds et Thouarsais-Bouildroux pour former la commune nouvelle de Rives-du-Fougerais.

## Géographie

### Localisation
Le territoire municipal de Cezais s'étend sur 1 224 hectares. L'altitude moyenne de la commune est de 82 mètres, avec des niveaux fluctuant entre 51 et 118 mètres,.
| Saint-Sulpice-en-Pareds |          | Antigny |
| Thouarsais-Bouildroux   | Cezais   |         |
| Saint-Cyr-des-Gats      | Bourneau | Vouvant |

### Évolution du territoire
Le 1er janvier 2024, les communes de Cezais, Saint-Sulpice-en-Pareds et Thouarsais-Bouildroux fusionnent sous le régime de la commune nouvelle, pour former la commune de Rives-du-Fougerais. Les trois anciennes communes deviennent communes déléguées. Le chef-lieu est fixé à la mairie l'ancienne commune de Thouarsais-Bouildroux.

## Urbanisme

### Typologie
Cezais est une commune rurale, car elle fait partie des communes peu ou très peu denses, au sens de la grille communale de densité de l'Insee,,,.
Par ailleurs la commune fait partie de l'aire d'attraction de la Châtaigneraie dont elle est une commune de la couronne. Cette aire, qui regroupe 12 communes, est catégorisée dans les aires de moins de 50 000 habitants,.

### Occupation des sols
L'occupation des sols de la commune, telle qu'elle ressort de la base de données européenne d’occupation biophysique des sols Corine Land Cover (CLC), est marquée par l'importance des territoires agricoles (98,6 % en 2018), une proportion identique à celle de 1990 (98,6 %). La répartition détaillée en 2018 est la suivante : 
terres arables (49,2 %), prairies (35,9 %), zones agricoles hétérogènes (13,5 %), forêts (1,4 %). L'évolution de l’occupation des sols de la commune et de ses infrastructures peut être observée sur les différentes représentations cartographiques du territoire : la carte de Cassini (XVIIIe siècle), la carte d'état-major (1820-1866) et les cartes ou photos aériennes de l'IGN pour la période actuelle (1950 à aujourd'hui).

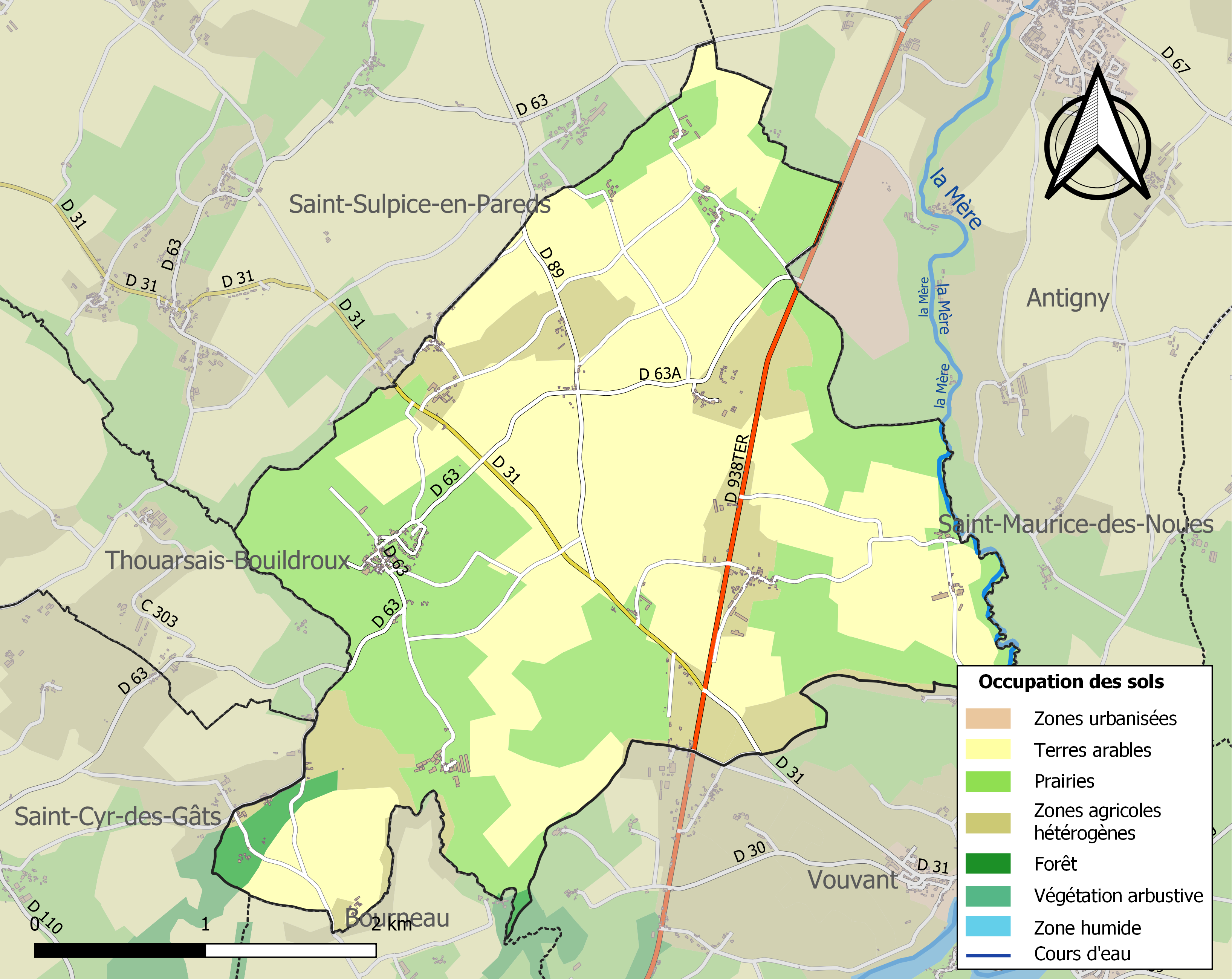
Carte des infrastructures et de l'occupation des sols de la commune en 2018 (CLC).

## Toponymie
En poitevin, la commune de Cezais est appelée Cesàe.

## Histoire
Le 1er janvier 2024, la commune fusionne avec Saint-Sulpice-en-Pareds et Thouarsais-Bouildroux pour former la commune nouvelle de Rives-du-Fougerais.

## Politique et administration

### Liste des maires
| Période                                  | Période          | Identité            | Étiquette | Qualité                     |
| ---------------------------------------- | ---------------- | ------------------- | --------- | --------------------------- |
| Les données manquantes sont à compléter. |                  |                     |           |                             |
| 1900                                     | 1912             | Louis Brodeau       |           |                             |
| 1912                                     | 1924             | Jacques Bazireau    |           | Cultivateur                 |
| 1924                                     | 1929             | Henri Bouillaud     |           |                             |
| 1929                                     | 1945             | Henri Brodeau       |           |                             |
| 1945                                     | 1951             | François Hennet     |           |                             |
| 1951                                     | 1971             | Auguste Bély        |           |                             |
| 1971                                     | mars 1983        | Hilaire Bire        |           |                             |
| mars 1983                                | mars 2001        | René Soulard        |           | Ancien marchand de bestiaux |
| mars 2001                                | mai 2020         | Jean-Claude Pétorin |           | Agriculteur                 |
| mai 2020                                 | 31 décembre 2023 | Laurent Barreau     |           |                             |

### Liste des maires délégués
| Période        | Période  | Identité        | Étiquette | Qualité |
| -------------- | -------- | --------------- | --------- | ------- |
| 5 janvier 2024 | En cours | Laurent Barreau |           |         |

## Population et société

### Démographie

#### Évolution démographique
L'évolution du nombre d'habitants est connue à travers les recensements de la population effectués dans la commune depuis 1793. Pour les communes de moins de 10 000 habitants, une enquête de recensement portant sur toute la population est réalisée tous les cinq ans, les populations de référence des années intermédiaires étant quant à elles estimées par interpolation ou extrapolation. Pour la commune, le premier recensement exhaustif entrant dans le cadre du nouveau dispositif a été réalisé en 2007.

En 2021, la commune comptait 297 habitants, en évolution de −1,33 % par rapport à 2015 (Vendée : +5,33 %, France hors Mayotte : +2,11 %).
| 1793 | 1800 | 1806 | 1821 | 1831 | 1836 | 1841 | 1846 | 1851 |
| ---- | ---- | ---- | ---- | ---- | ---- | ---- | ---- | ---- |
| 500  | 381  | 378  | 481  | 441  | 440  | 474  | 497  | 480  |

| 1856 | 1861 | 1866 | 1872 | 1876 | 1881 | 1886 | 1891 | 1896 |
| ---- | ---- | ---- | ---- | ---- | ---- | ---- | ---- | ---- |
| 470  | 470  | 454  | 467  | 494  | 502  | 560  | 565  | 564  |

| 1901 | 1906 | 1911 | 1921 | 1926 | 1931 | 1936 | 1946 | 1954 |
| ---- | ---- | ---- | ---- | ---- | ---- | ---- | ---- | ---- |
| 553  | 503  | 510  | 449  | 455  | 447  | 410  | 400  | 400  |

| 1962 | 1968 | 1975 | 1982 | 1990 | 1999 | 2006 | 2007 | 2012 |
| ---- | ---- | ---- | ---- | ---- | ---- | ---- | ---- | ---- |
| 390  | 349  | 299  | 290  | 287  | 267  | 312  | 318  | 309  |

| 2017 | 2021 | - | - | - | - | - | - | - |
| ---- | ---- | - | - | - | - | - | - | - |
| 300  | 297  | - | - | - | - | - | - | - |

#### Pyramide des âges
En 2018, le taux de personnes d'un âge inférieur à 30 ans s'élève à 30,7 %, soit en dessous de la moyenne départementale (31,6 %). De même, le taux de personnes d'âge supérieur à 60 ans est de 29,9 % la même année, alors qu'il est de 31,0 % au niveau départemental.
En 2018, la commune comptait 152 hommes pour 144 femmes, soit un taux de 51,35 % d'hommes, largement supérieur au taux départemental (48,84 %).
Les pyramides des âges de la commune et du département s'établissent comme suit.
| Hommes | Classe d’âge | Femmes |
| ------ | ------------ | ------ |
| 1,9    | 90 ou +      | 2,7    |
| 6,5    | 75-89 ans    | 9,5    |
| 21,4   | 60-74 ans    | 17,7   |
| 24,0   | 45-59 ans    | 20,5   |
| 15,0   | 30-44 ans    | 19,2   |
| 15,0   | 15-29 ans    | 15,1   |
| 16,3   | 0-14 ans     | 15,1   |

| Hommes | Classe d’âge | Femmes |
| ------ | ------------ | ------ |
| 0,8    | 90 ou +      | 2,2    |
| 8,7    | 75-89 ans    | 11,1   |
| 20,3   | 60-74 ans    | 21,3   |
| 20     | 45-59 ans    | 19,4   |
| 17,5   | 30-44 ans    | 16,8   |
| 15     | 15-29 ans    | 13,2   |
| 17,7   | 0-14 ans     | 16,1   |

## Culture locale et patrimoine

### Lieux et monuments
- Château de la Cressonnière.
- Église Saint-Hilaire, inscrite au titre des monuments historiques depuis 1989.